# 5565 Ukyounodaibu
Az 5565 Ukyounodaibu (ideiglenes jelöléssel 1991 VN2) a Naprendszer kisbolygóövében található aszteroida. Natori Akira és Urata Takesi fedezte fel 1991. november 10-én.